# Kirchzarten

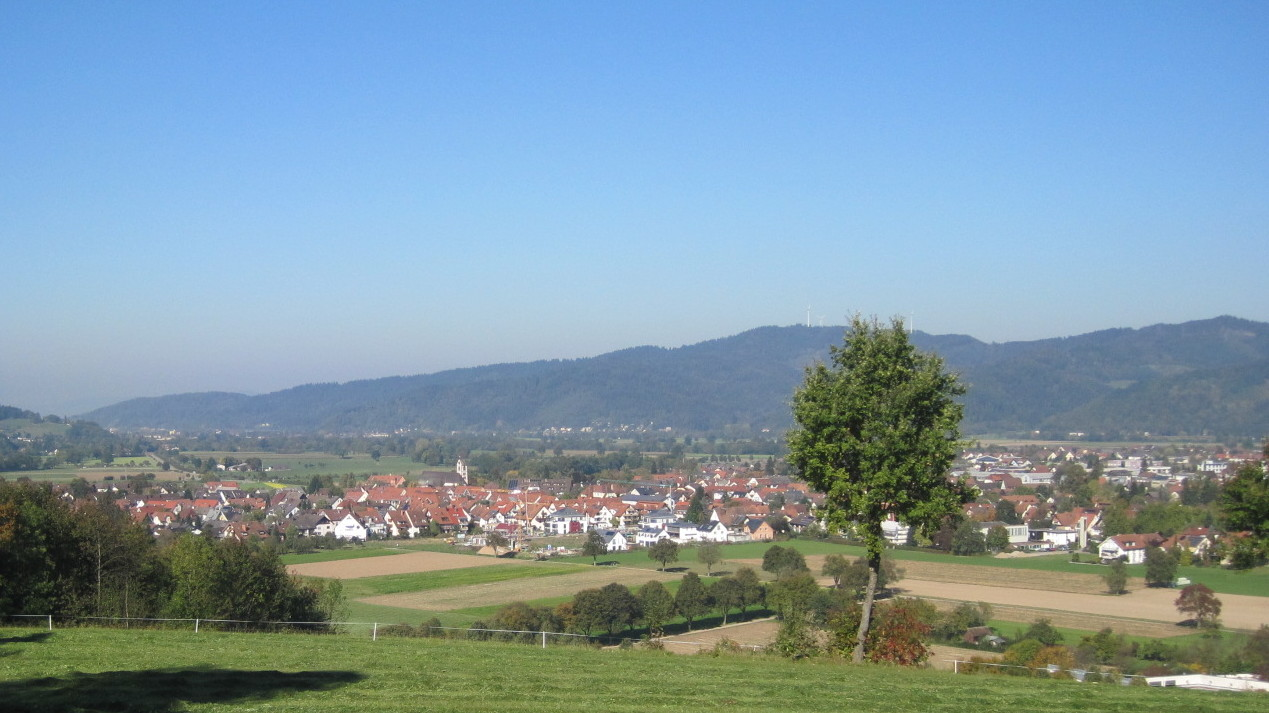
Kirchzarten vom Giersberg gesehen

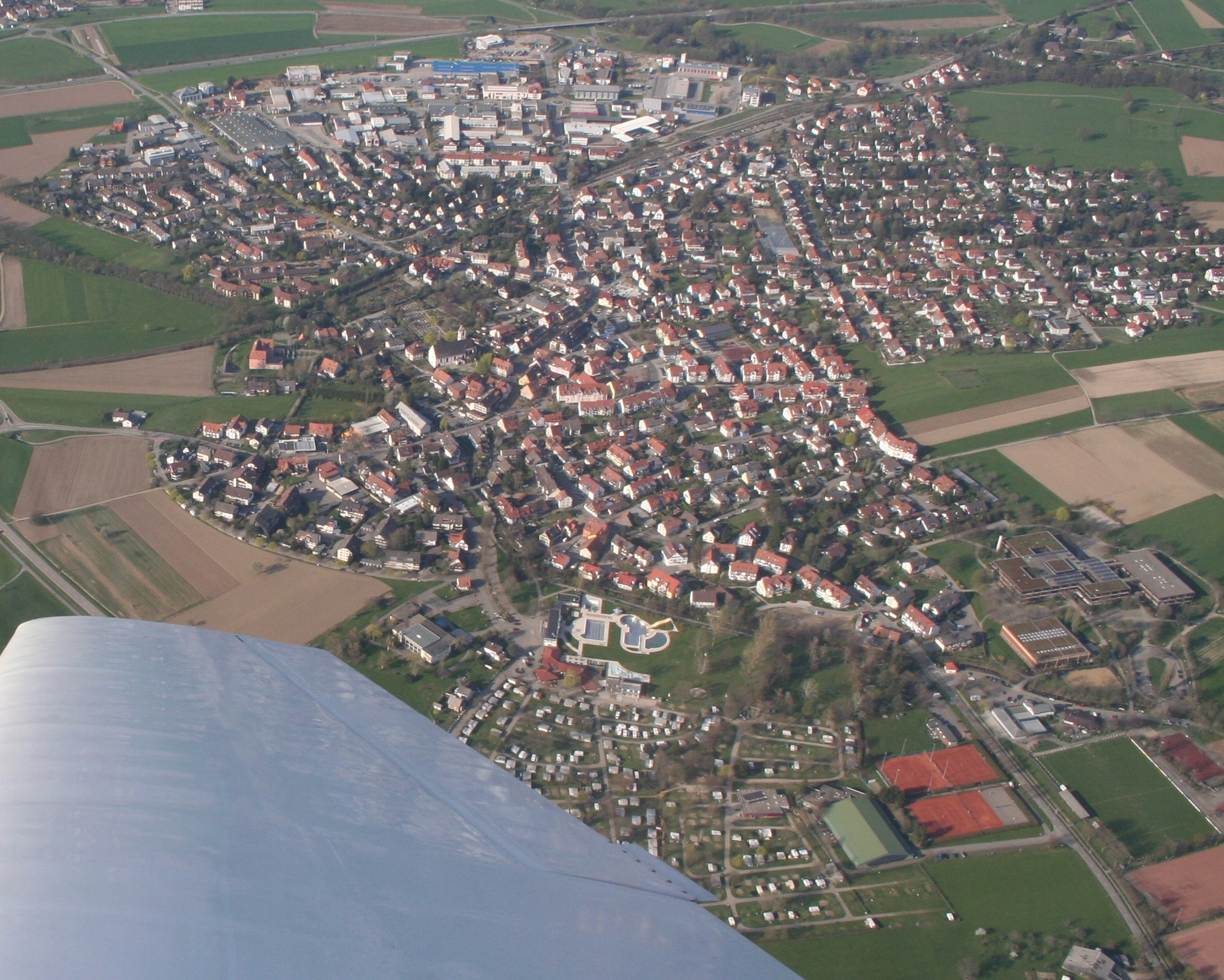
Luftbild von Kirchzarten

Kirchzarten ist eine Gemeinde und ein gleichnamiges Dorf im Südschwarzwald im Landkreis Breisgau-Hochschwarzwald in Baden-Württemberg (Deutschland) mit über 10.000 Einwohnern.

## Geographie

### Geographische Lage
Die im Verdichtungsraum Freiburg im Breisgau zentral in der Talebene des Dreisamtals gelegene Gemeinde befindet sich im Naturpark Südschwarzwald. Sie grenzt östlich an die Gemeinde Freiburg. Ihr Kernort wird vom Zastler Bach (anschließend Krummbach genannt) durchflossen und südwestlich von der ebenfalls zur Dreisam fließenden Brugga passiert. 

### Gemeindegliederung
Zu Kirchzarten mit den bis in die 1970er Jahre selbstständigen Gemeinden Burg und Zarten gehören 23 Dörfer, Weiler, Zinken, Höfe und Häuser. Zur ehemaligen Gemeinde Burg gehören die Weiler Burg und Brand, die Zinken Himmelreich und Höfen, Haus und Gehöft Rainhof, die Höfe Erlenhof und Zähringerhof und der Wohnplatz Untere Blechschmiede. Zur Gemeinde Kirchzarten in den Grenzen von 1973 gehören die Dörfer Kirchzarten und Dietenbach, die Zinken Am Bach, Fischbach, Geroldstal, Oberneuhäuser, Schlempenfeld und Unterneuhäuser, die Höfe Birkenreute und Brühlhof und die Wohnplätze Bruckmühle und Giersberg. Zur ehemaligen Gemeinde Zarten gehören das Dorf Zarten, das Gehöft Breitehof und der Wohnplatz Am Hohrain. Im Gemeindeteil Kirchzarten liegt die abgegangene Ortschaft Mettenzarten.

### Nachbargemeinden
Die Gemeinde liegt zwischen den Gemeinden Stegen im Norden, Buchenbach im Osten und Oberried im Süden, mit denen eine Verwaltungsgemeinschaft besteht; im Westen grenzt es an Freiburg im Breisgau.

### Klima
Klimadaten für Kirchzarten
|                        | Jan  | Feb  | Mär  | Apr  | Mai  | Jun  | Jul  | Aug  | Sep  | Okt  | Nov | Dez |   |      |
| Mittl. Temperatur (°C) | 1,7  | 2,8  | 6,3  | 9,6  | 13,3 | 18,0 | 19,9 | 19,4 | 14,8 | 10,4 | 5,8 | 3,7 | ⌀ | 10,5 |
| Mittl. Tagesmax. (°C)  | 5,4  | 7,0  | 11,4 | 15,4 | 18,9 | 23,6 | 25,8 | 25,6 | 20,5 | 15,3 | 9,9 | 7,7 | ⌀ | 15,6 |
| Mittl. Tagesmin. (°C)  | −1,5 | −0,5 | 1,8  | 4,3  | 8,0  | 12,6 | 14,2 | 13,8 | 9,7  | 6,4  | 2,4 | 0,4 | ⌀ | 6    |
|                        |      |      |      |      |      |      |      |      |      |      |     |     |   |      |
| Niederschlag (mm)      | 110  | 64   | 69   | 103  | 124  | 95   | 68   | 76   | 57   | 65   | 79  | 69  | Σ | 979  |
|                        |      |      |      |      |      |      |      |      |      |      |     |     |   |      |
| Regentage (d)          | 18   | 13   | 15   | 14   | 16   | 13   | 13   | 12   | 12   | 13   | 13  | 16  | Σ | 168  |

| −1,5 |

| −0,5 |

| 1,8 |

| 4,3 |

| 8,0 |

| 12,6 |

| 14,2 |

| 13,8 |

| 9,7 |

| 6,4 |

| 2,4 |

| 0,4 |

| −1,5 |

| −0,5 |

| 1,8 |

| 4,3 |

| 8,0 |

| 12,6 |

| 14,2 |

| 13,8 |

| 9,7 |

| 6,4 |

| 2,4 |

| 0,4 |

## Geschichte

### Ortsgeschichte
In der Keltenzeit entstand im Dreieck zwischen Wagensteigbach und Rotbach ein circa 200 ha großes keltisches Oppidum, das vom antiken Geographen Ptolemaios im 2. Jahrhundert als Tarodunum erwähnt wird.
Dieser Name für die Siedlungen des Dreisamtales erhält sich auch über die alemannische Landnahme nach 260 hinaus, Indiz für eine kontinuierliche Siedlungsgeschichte. Nichtsdestotrotz konnten archäologische Grabungen lediglich einen Keller und einen hypokaustierten Raum aus der Römerzeit nachweisen. Vermutlich bildeten die Gebäude Reste einer römischen Straßenstation. Der keltische Name Tarodunon (lat. Tarodunum) wird – nach der im 7. Jahrhundert erfolgten (alt)hochdeutschen Lautverschiebung von t zu z – als Zarduna 765 in einer Urkunde des Klosters St. Gallen erstmals wieder erwähnt, doch liegen die mittelalterlichen Orte Zarten und Kirchzarten nicht mehr auf dem Gelände des keltischen Oppidums. Die Ersterwähnung erfolgte 816.
Im Hochmittelalter kam Kirchzarten unter die Herrschaft der Herren zu Falkenstein. Um 1500 erwarb die damals vorderösterreichische Stadt Freiburg im Breisgau die Herrschaft über Kirchzarten.
Nach dem Frieden von Nimwegen 1679 trat Österreich die Herrschaft über Freiburg einschließlich Lehens und Kirchzartens an Frankreich ab, so dass Kirchzarten dann Teil der französischen Provinz Elsass wurde. Nach dem Frieden von Rijswijk 1697 fielen Freiburg, Kirchzarten und Lehen wieder an Österreich zurück.
Ende 1805 kam Kirchzarten infolge des Friedens von Pressburg nach der von Österreich gegen Napoleon verlorenen Schlacht bei Austerlitz zum Großherzogtum Baden und wurde dort dem Landamt Freiburg II zugeordnet.
Am 27. Juni 1971 fuhr die Tour de France 1971 durch Kirchzarten und war Teil der Etappe von Basel nach Freiburg.
siehe auch Burg bei Burg, Burgstall am Galgenbühl, Burg Kirchzarten (Hagenmatten), Burg Kirchzarten (Hochstauden)

### Einwohnerentwicklung
Im Jahr 1870 hatte Kirchzarten 1024 Einwohner, 100 Jahre später hat sich diese Zahl mit 6063 Einwohnern fast versechsfacht. 30 Jahre später hat sich die Einwohnerschaft noch einmal um 50 % vergrößert. 2021/22 überschritt Kirchzarten Zahl von 10.000 Einwohnern. Hier sind die Zahlen im Einzelnen:
| Jahr      | 1870 | 1910 | 1939 | 1951 | 1961 | 1970 | 1980 | 1990 | 1995 | 2000 | 2005 | 2010 | 2015 | 2021   | 2022   | 2023   |
| Einwohner | 1024 | 2268 | 2764 | 3377 | 4817 | 6063 | 8352 | 8726 | 9390 | 9494 | 9812 | 9770 | 9898 | 10.030 | 10.252 | 10.326 |

### Eingemeindungen
- 1924: Birkenreute
- 1936: Dietenbach und Neuhäuser
- 1. April 1974: Zarten[5]
- 1. Juli 1974: Burg[5]

### Ausgliederungen
- 1829: Burg (Neubildung der Gemeinde Burg)
- 1. Januar 1977: Himmelreich östlich der Höllentalbahn (Umgliederung nach Buchenbach)[6]

Wappen der Ortsteile
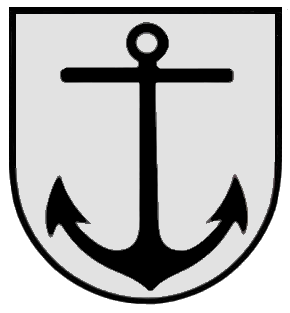
Dietenbach
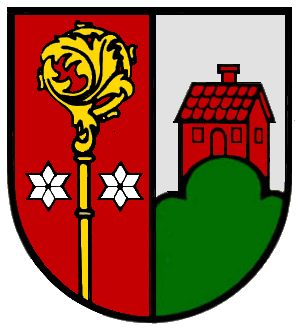
Neuhäuser
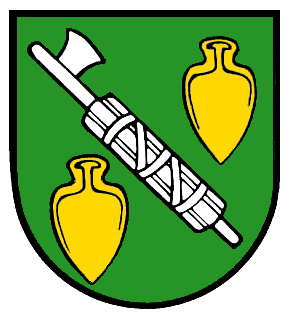
Zarten
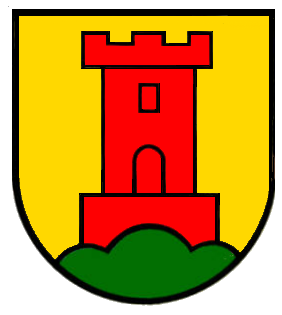
Burg

## Politik

### Gemeinderat
Die Kommunalwahl am 9. Juni 2024 ergab bei einer Wahlbeteiligung von 75,3 % (2019: 74,0 %) für die 18 Sitze folgende Sitzverteilung:

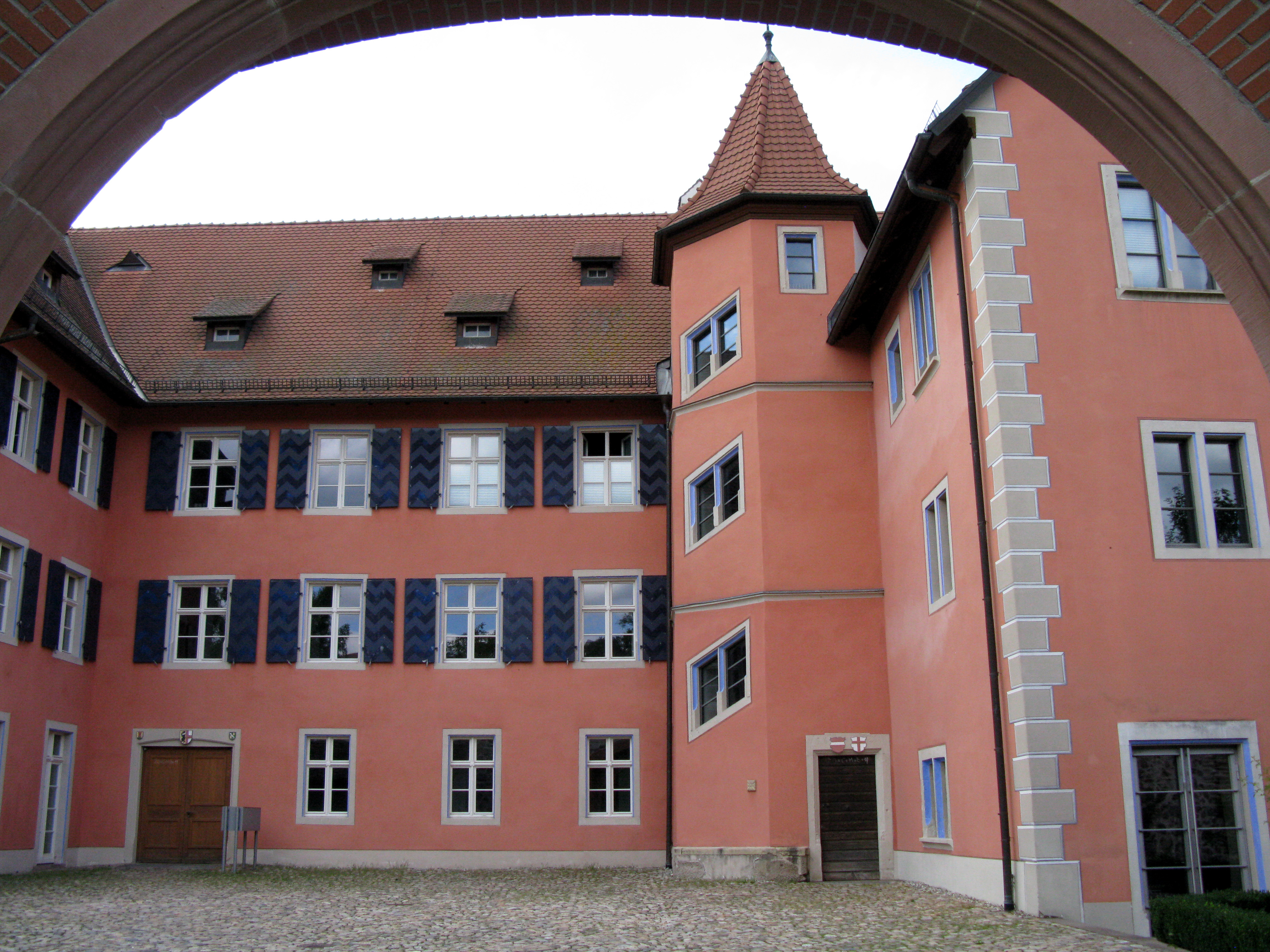
Talvogtei (Rathaus)

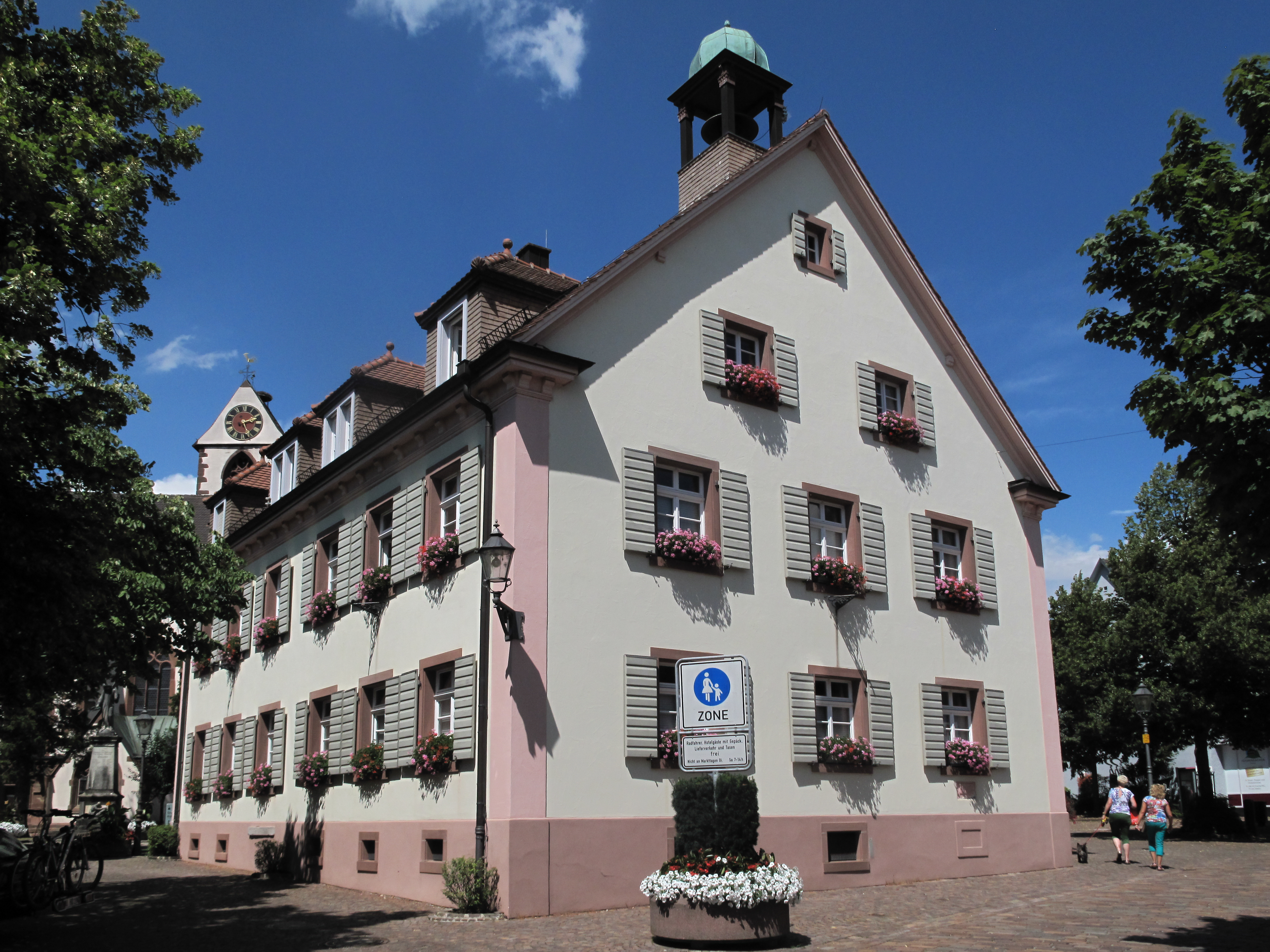
Kirchzarten, Altes Rathaus

| Partei / Liste            | Sitze | + / – |
| GRÜNE                     | 5     | ± 0   |
| CDU                       | 4     | ± 0   |
| SPD                       | 4     | ± 0   |
| FWG                       | 4     | ± 0   |
| Sozialökologischer Wandel | 1     | ± 0   |

### Bürgermeister
| Amtszeit  | Name                          |
| --------- | ----------------------------- |
| 1948–1965 | Heinrich Gremmelsbacher (CDU) |
| 1965–1985 | Erich Rieder (CDU)            |
| 1985–2009 | Georg-Wilhelm von Oppen (CDU) |
| 2009–2025 | Andreas Hall (CDU)            |
| seit 2025 | Darius Reutter (SPD)          |

Andreas Hall trat bei der Bürgermeisterwahl 2024 nicht erneut an. Am 8. Dezember 2024 wurde Darius Reutter (SPD) mit 52,8 Prozent der Stimmen zum Bürgermeister gewählt. Er trat das Amt am 1. Februar 2025 an.

### Verwaltungsverband
Kirchzarten ist Sitz des Gemeindeverwaltungsverbandes Dreisamtal, dem auch die benachbarten Gemeinden Buchenbach, Oberried und Stegen angehören.

### Bürgerentscheid
Beim bislang einzigen kommunalen Bürgerentscheid in der Geschichte Kirchzartens lehnten am 3. März 2013 rund 58 % der Wähler die von Bürgermeister und Gemeinderat befürwortete Errichtung eines Mountainbike-Trainings- und Wettkampfgeländes in einem Naherholungsgebiet am Ortsrand ab. Da die Nein-Stimmen rund 35 % aller Stimmberechtigten ausmachten, wurde das gesetzliche Quorum von 25 % überschritten, so dass der Bürgerentscheid bindend ist.

### Wappen
Das Wappen zeigt vorn auf gelbem Grund einen stehenden schwarzen Bären, ein silbernes Doppelkreuz tragend – Hinweis auf die Ursprünge des Ortes als Besitz des Klosters St. Gallen – und hinten das halbe Stadtwappen von Freiburg – das Georgskreuz – was auf die lange Zugehörigkeit zur Stadt Freiburg verweist.

## Religionen

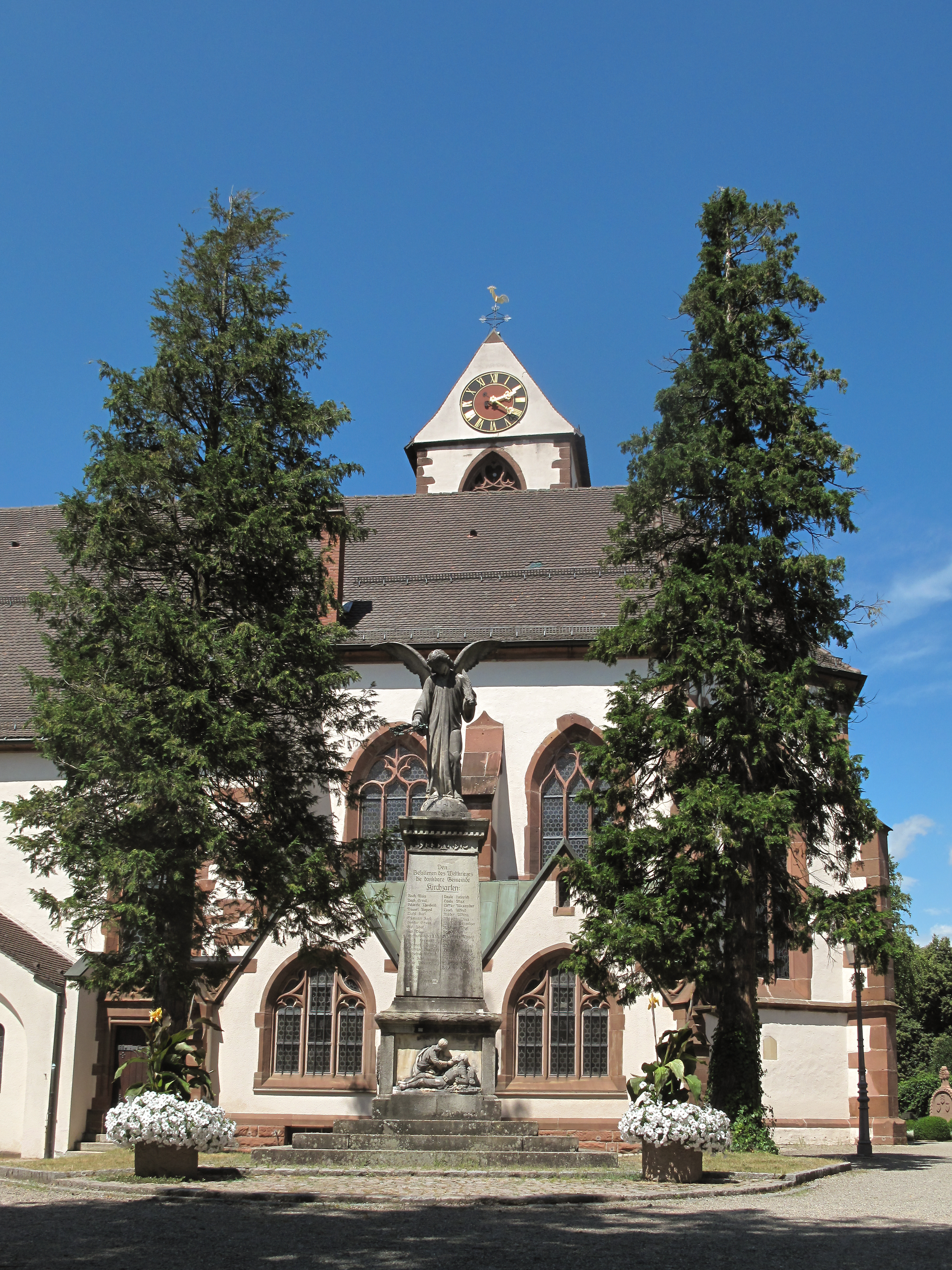
Kirchzarten,
Sankt-Gallus-Kirche

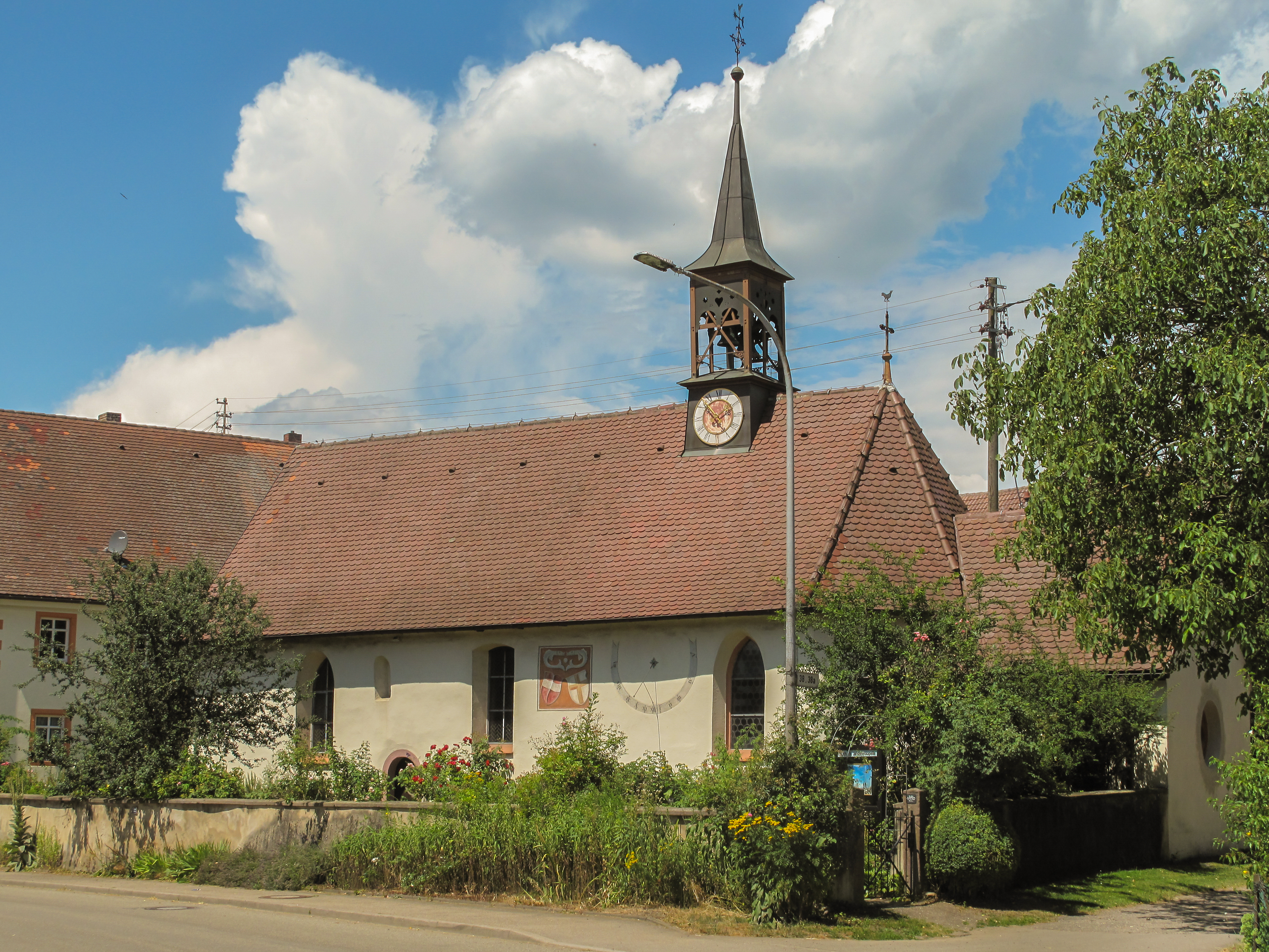
Zarten,
St.-Johannes-Kapelle

Die heutige St.-Gallus-Kirche der katholischen Pfarrgemeinde ist der Mittelpunkt des Ortes und weithin sichtbares Wahrzeichen. Die St. Johannes-Kapelle im Ortsteil Zarten gehört zur Herz-Jesu-Gemeinde in Stegen. Die Kapelle ist die älteste Kirche im Zartener Becken, urkundlich ist sie von Cozpert im Jahr 816 im „partem ecclesie“ erwähnt. Im Ortsteil Dietenbach befindet sich das 1928 gegründete Kloster St. Therese der Unbeschuhten Karmelitinnen.
Die evangelischen Christen Kirchzartens und Oberrieds gehören zur Heilig-Geist-Gemeinde. Sie wurde 1895 gegründet; anfangs traf man sich in der kleinen Kirche in der Burger Straße. Seit 1970 nutzt die evang. Gemeinde das evangelische Gemeindezentrum.

## Wirtschaft und Infrastruktur

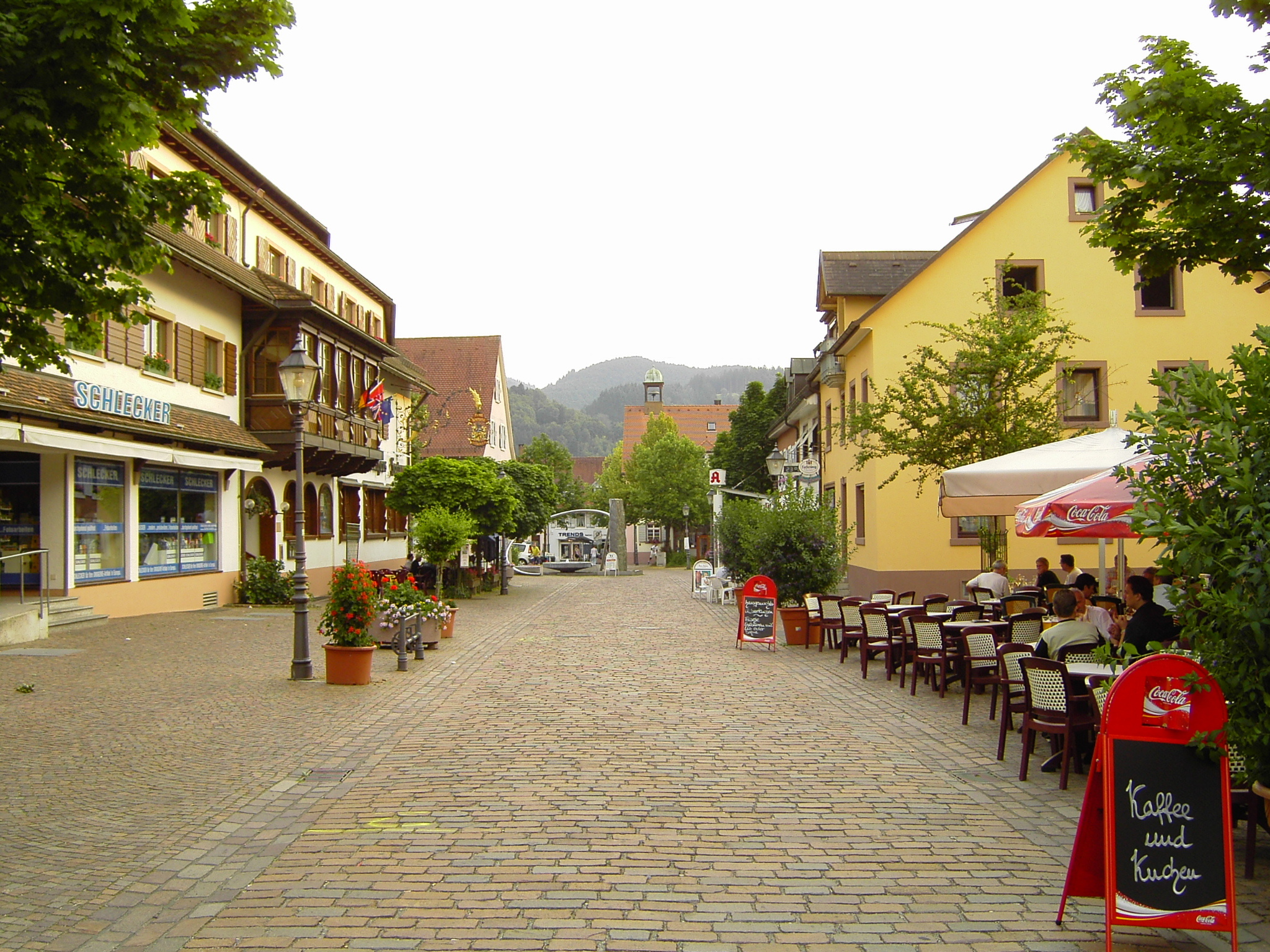
Fußgängerzone in Kirchzarten

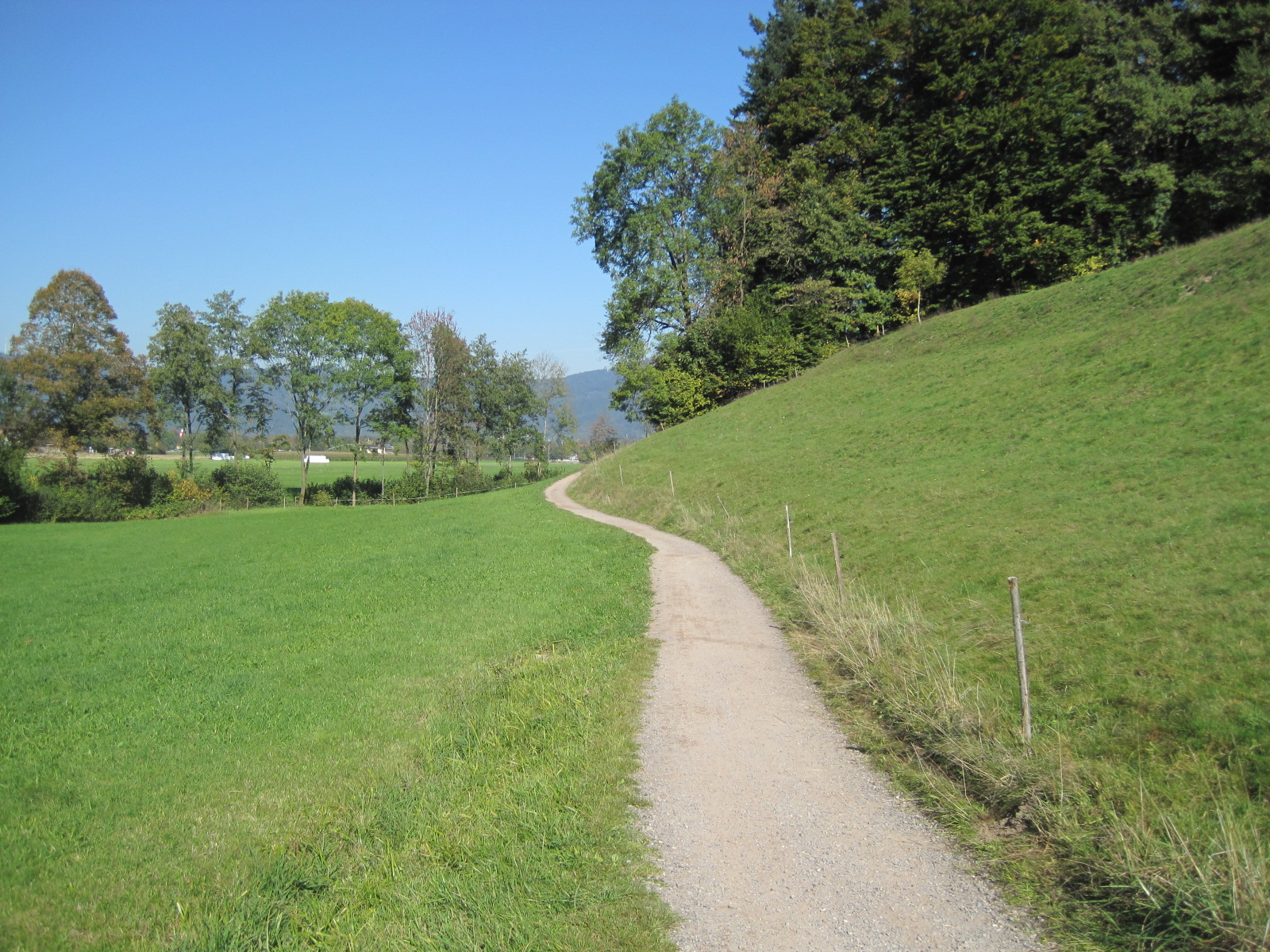
Wanderweg bei Kirchzarten

Bedeutsam ist vor allem der Tourismus wegen der Nähe zu Freiburg und zu den Höhen des Schwarzwaldes. Es gibt einen Campingplatz und das Kurhaus bietet Tagungsmöglichkeiten.
Darüber hinaus haben sich verschiedene mittelständische Betriebe in Kirchzarten angesiedelt. Zu nennen wären zum Beispiel die Firmen Testo Industrial Services GmbH, halstrup-walcher GmbH, KVT GmbH, FSM-elektronik GmbH und die ECOMAL Europe GmbH.

### Verkehr

#### Bahnverkehr
Auf dem Gemeindegebiet befinden sich zwei Bahnhöfe. Der Bahnhof Kirchzarten im Kernort und der Bahnhof Himmelreich im Ortsteil Burg. Sie liegen an der Höllentalbahn, die in den Hochschwarzwald nach Titisee und Neustadt führt und in die andere Richtung nach Freiburg, wo Anschluss an den Fernverkehr der Deutschen Bahn besteht. Im Bahnhof Himmelreich begegnen sich die tagsüber halbstündlich fahrenden Züge auf der eingleisigen Strecke.

#### Busverkehr
Am Bahnhof Kirchzarten bestehen Umsteigemöglichkeiten in die Buslinie 7216 der Südbadenbus GmbH (SBG) nach St. Peter, St. Märgen und Hinterzarten und die Linie 7215 nach Oberried (Breisgau), zum Notschrei und Todtnau. In den Sommermonaten verkehren auf der Linie 7215 wochenends und feiertags spezielle Radbusse, die gleichzeitig gegen den Erlös eines Fahrradtickets eine Fahrradmitnahme ermöglichen. Seit 2017 verbindet außerdem montags bis samstags ein Bürgerbus die Ortsteile Kirchzartens, Buchenbach und Teile Stegens miteinander.

#### Radverkehr
Ab 2026 sollen in Kirchzarten vier Stationen des Fahrradverleihsystems Frelo errichtet werden.
Durch eine Alltagsroute aus dem Radnetz Baden-Württemberg ist Kirchzarten mit Freiburg und mit Oberried verbunden. Theoretisch führt eine Route von Kirchzarten über Hinterzarten, Titisee-Neustadt und an Löffingen vorbei Richtung Donaueschingen. Die Strecke von Kirchzarten nach Hinterzarten wird aber erst in der Zukunft ("Zielnetz") alltagstauglich gebaut. Die heutige Strecke hat eher touristischen Charakter, da anstelle des eigentlichen Höhenunterschieds von gut 500 m Höhe über 800 m zu überwinden sind. Der Bau eines Radweges entlang der B 31 zwischen Falkensteig und Oberhöllsteig ist im Rahmen des Bedarfsplanes des Landes Baden-Württemberg in den vordringlichen Bedarf eingestuft.
Für die Zukunft ist auch ein Radschnellweg von Kirchzarten nach Freiburg geplant. 
Durch Kirchzarten verläuft als Landes-Radfernweg der Südschwarzwald-Radweg. Er führt als Rundweg von Hinterzarten über Waldshut-Tiengen, Basel und Freiburg rund um den Naturpark Südschwarzwald. Er verläuft von Bad Krozingen über Freiburg und nach Kirchzarten. Von dort führt er nach Hinterzarten, das als Start- und Endpunkt des Südschwarzwald-Radwegs gilt, wobei für das Stück ab Kirchzarten wegen des großen Höhenunterschieds die Nutzung der Bahn empfohlen wird. 
Der Dreisamtäler Radwanderweg umrundet den ganzen Talboden und verbindet Kirchzarten entlang der L 126 und östlich des Segelflugplatzes mit Oberried, entlang der Höllentalbahn mit Neuhäuser und Kappel mit Anschluss an FR 1 und FR 8, über Zarten mit Stegen und über Höfen mit Himmelreich und Buchenbach. Von Himmelreich über Falkensteig und Alpersbach ist Kirchzarten mit Hinterzarten verbunden. Durch das Ibental verläuft ein Radweg nach St. Peter.

#### Fernstraßen
Durch das Ortsgebiet führt von Freiburg her die Bundesstraße 31 von Breisach nach Lindau (Bodensee), die von Freiburg bis Kirchzarten als vierspurige Autostraße ausgebaut ist, auf Gemeindegebiet dann dreispurig und vom Ortsende bei Himmelreich an zweispurig. Bei Himmelreich zweigt hiervon die Landesstraße 128 ab, die durch das Wagensteigtal nach St. Märgen führt. Bei Zarten zweigt nach Süden die L 126 ab, die über den Notschrei bei Todtnau auf die Bundesstraße 317 trifft, die einerseits zum Feldberg und zum Titisee führt und auf der anderen Seite durch das Wiesental in südwestlicher Richtung nach Basel. Die L 121 verbindet Kirchzarten südlich der B 31 und der Höllentalbahn mit den östlichen Stadtteilen von Freiburg.

### Bildungseinrichtungen

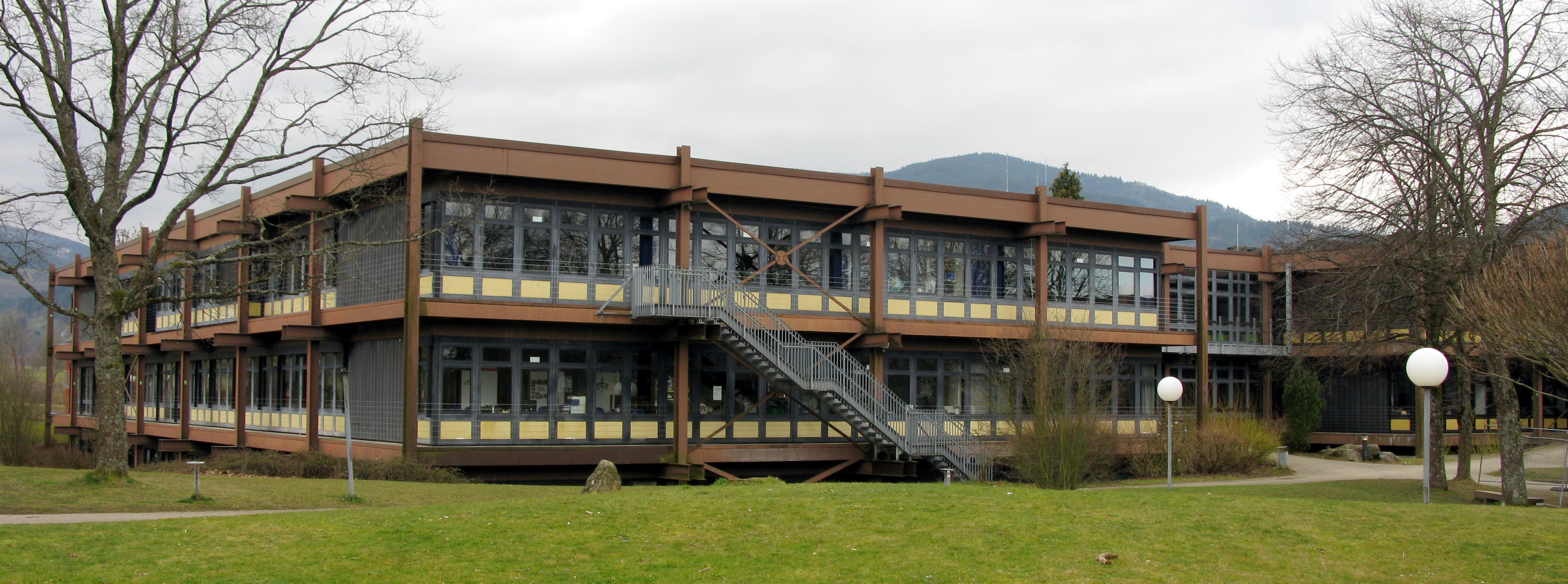
Marie-Curie-Gymnasium

In Kirchzarten kann auf dem Marie-Curie-Gymnasium das Abitur abgelegt werden. Mit im Schulzentrum befinden sich die Realschule Kirchzarten und eine Werkrealschule. Außerdem gibt es zwei Grundschulen (je eine in Kirchzarten und Burg) sowie seit September 2004 eine private Grund- und Werkrealschule (Freie Schule Dreisamtal). Im Ortsteil Zarten befindet sich die Zarduna-Schule, eine Förderschule für lernbehinderte Kinder. Für die Kleinsten gibt es mehrere gemeindliche, kirchliche und private Kindergärten, unter anderem auch einen Waldkindergarten.
Im Ortsteil „Himmelreich“ wurde 2004 das Inklusionsunternehmen „Hofgut Himmelreich“ mit Hotel, Restaurant und Bahnhof mit DB-Agentur gegründet. Zudem gibt es seit 2007 die Akademie Himmelreich. Die Akademie versteht sich als „Kompetenzzentrum für Inklusion“ und leistet einen Beitrag zum unbehinderten Zusammenleben von Menschen mit und ohne Behinderung. Dazu bietet die Akademie Berufsvorbereitung, Teilausbildung und Fortbildung für Menschen mit kognitiver Beeinträchtigung, Seminare für Verantwortliche und Fachkräfte in Betrieben und Fachveranstaltungen im Kontext „Inklusive (berufliche) Bildung“ an.
Die Volkshochschule Dreisamtal e. V. und die Jugendmusikschule Dreisamtal haben ihren Sitz in Kirchzarten.

## Kultur und Sehenswürdigkeiten

### Sehenswürdigkeiten

#### Kirchen
- Die Pfarrkirche St. Gallus weist auf die frühen Besitzungen des Klosters St. Gallen hin. Die Kirche entstand im 12. Jahrhundert, als sich das kirchliche Leben von Zarten nach Kirchzarten verlagerte. Die Kirche weist romanische, gotische und barocke Elemente (Innenausstattung) auf. Die Orgel von 1991 stammt aus der Schweizer Orgelbauwerkstatt Metzler Orgelbau. Auf dem Dach des 32 m hohen Kirchturms nisten seit mehreren Jahren wieder Störche.
- Die Giersbergkapelle von 1737 mit Pilgergaststätte zeigt an der Außenwand drei Standbilder, die von Matthias Faller aus St. Märgen gefertigt wurden. Unterhalb des Giersbergs, in der Einsegnungshalle des neuen Friedhofs, befindet sich ein Altarretabel von Hortense von Gelmini.
- Die St.-Johannes-Kapelle in Zarten, wo schon im 9. Jahrhundert eine Kirche nachgewiesen ist, geht auf einen im 11. Jahrhundert entstandenen Bau zurück, macht aber heute eher einen gotischen Eindruck. Sie gilt als die älteste noch bestehende Kirche im Dreisamtal. Der Dachreiter und die Sakristei stammen aus dem Jahr 1878. Das Innere weist eine barocke Ausstattung auf. Die Kapelle ist von einem Garten umgeben, der mit seiner Bepflanzung an die Tradition der Bauern- und Klostergärten erinnern soll.
- Die Jakobuskapelle am Jakobsweg auf dem Hofgut Himmelreich wurde vermutlich vor 1500 erbaut. Sie musste zweimal wegen Straßenneubauten transloziert werden und steht seit 1986 an ihrem heutigen Platz.

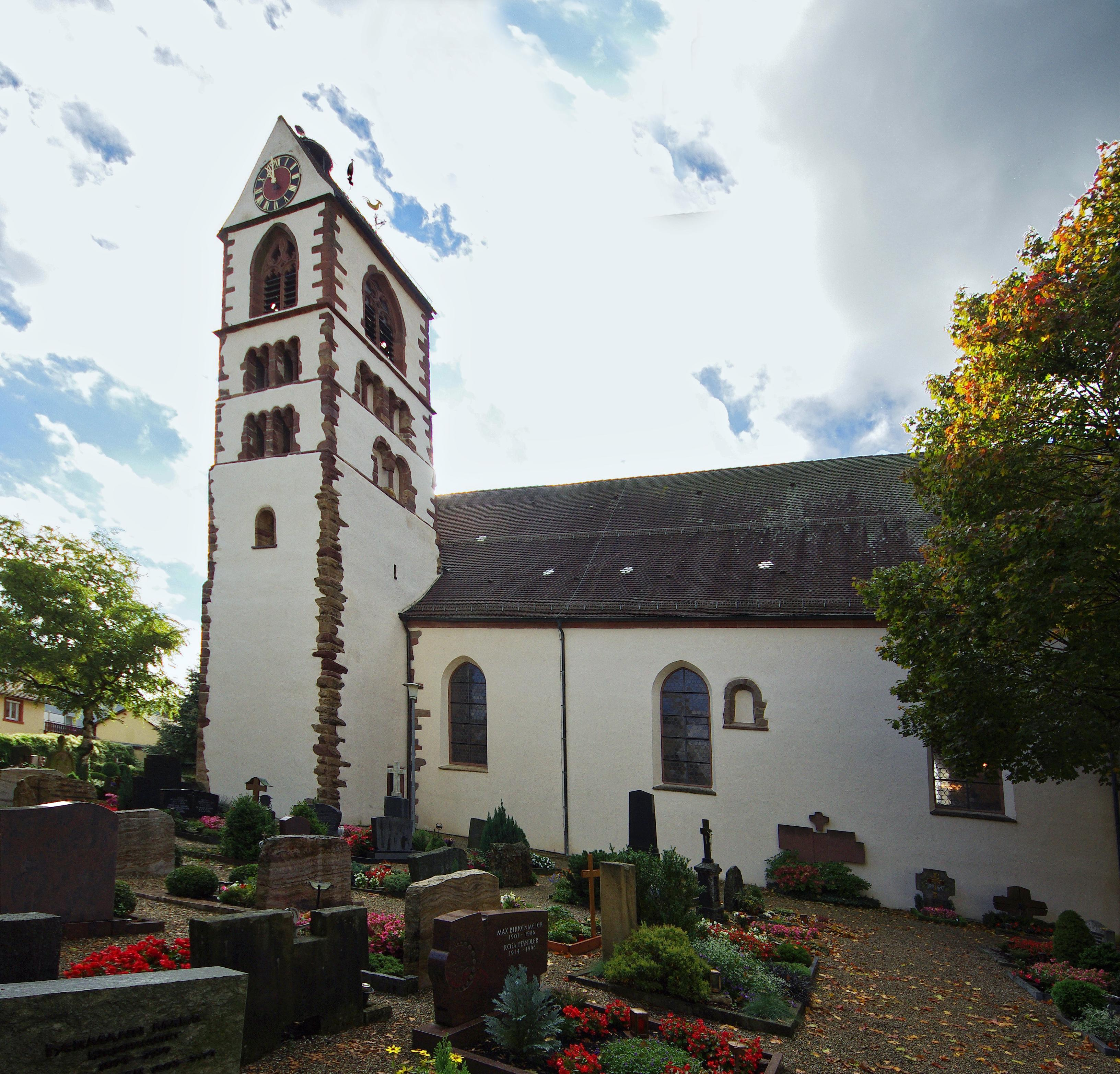
Pfarrkirche St. Gallus
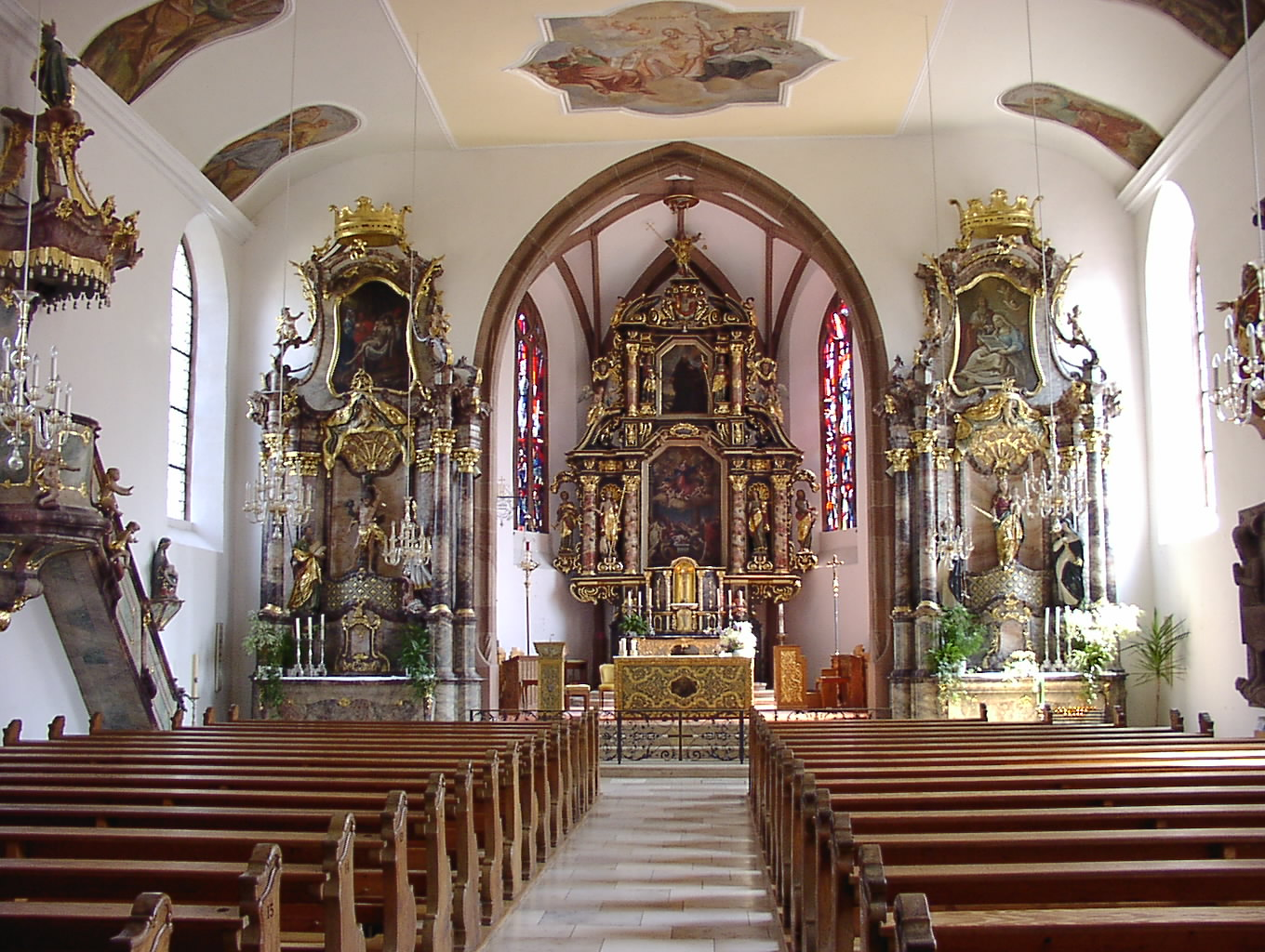
Innenraum der Pfarrkirche St. Gallus
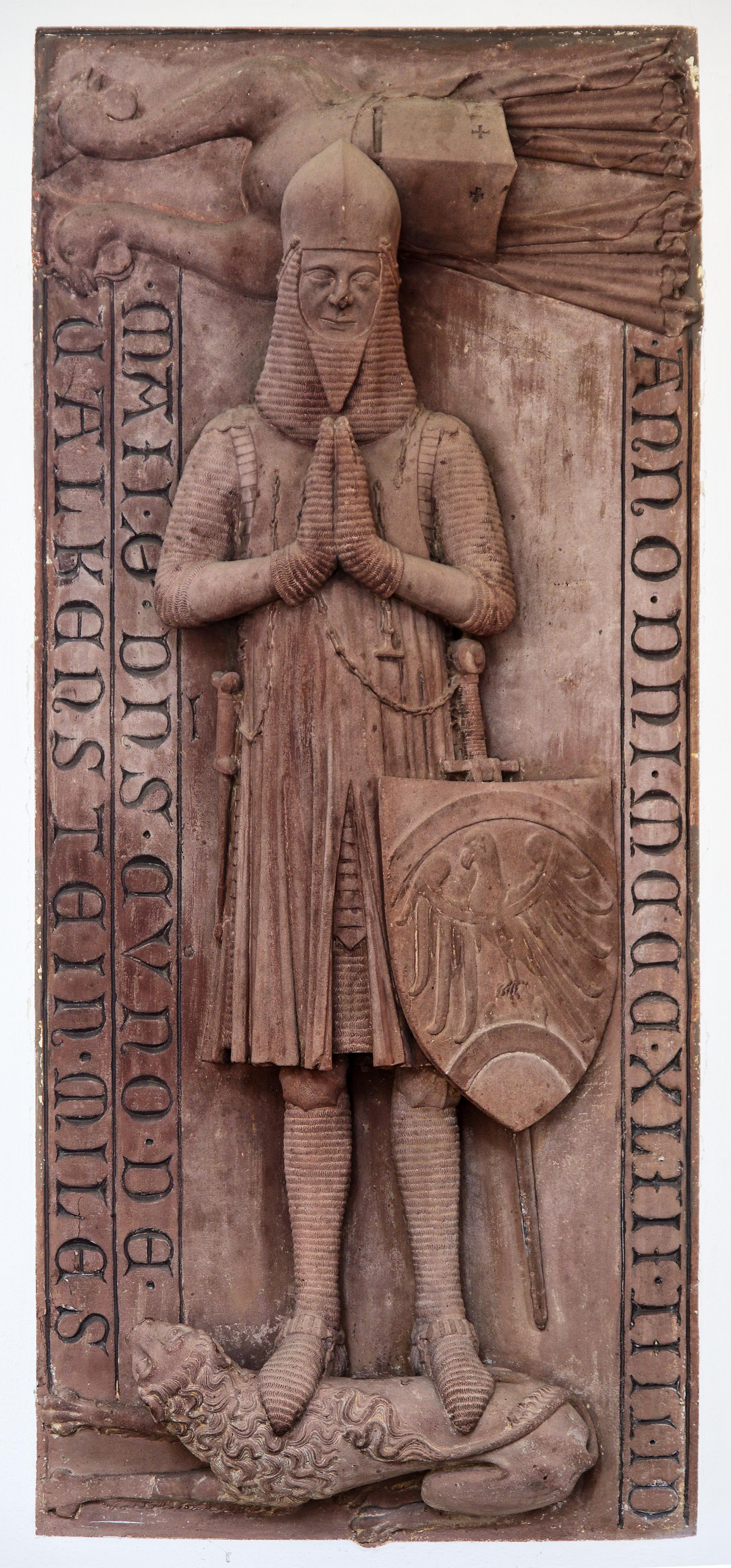
Grabplatte für Kuno von Falkenstein in der Pfarrkirche St. Gallus
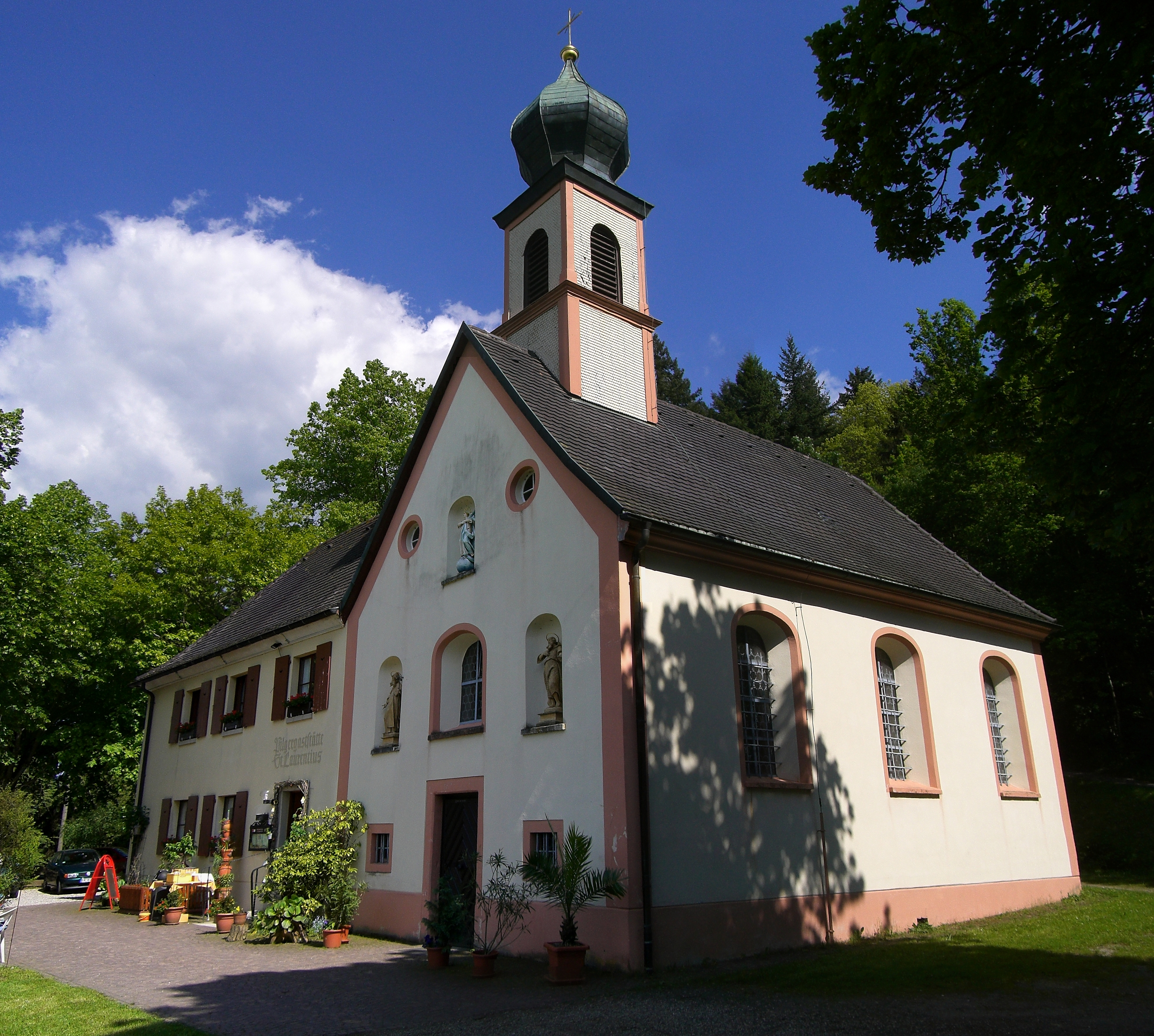
Giersbergkapelle
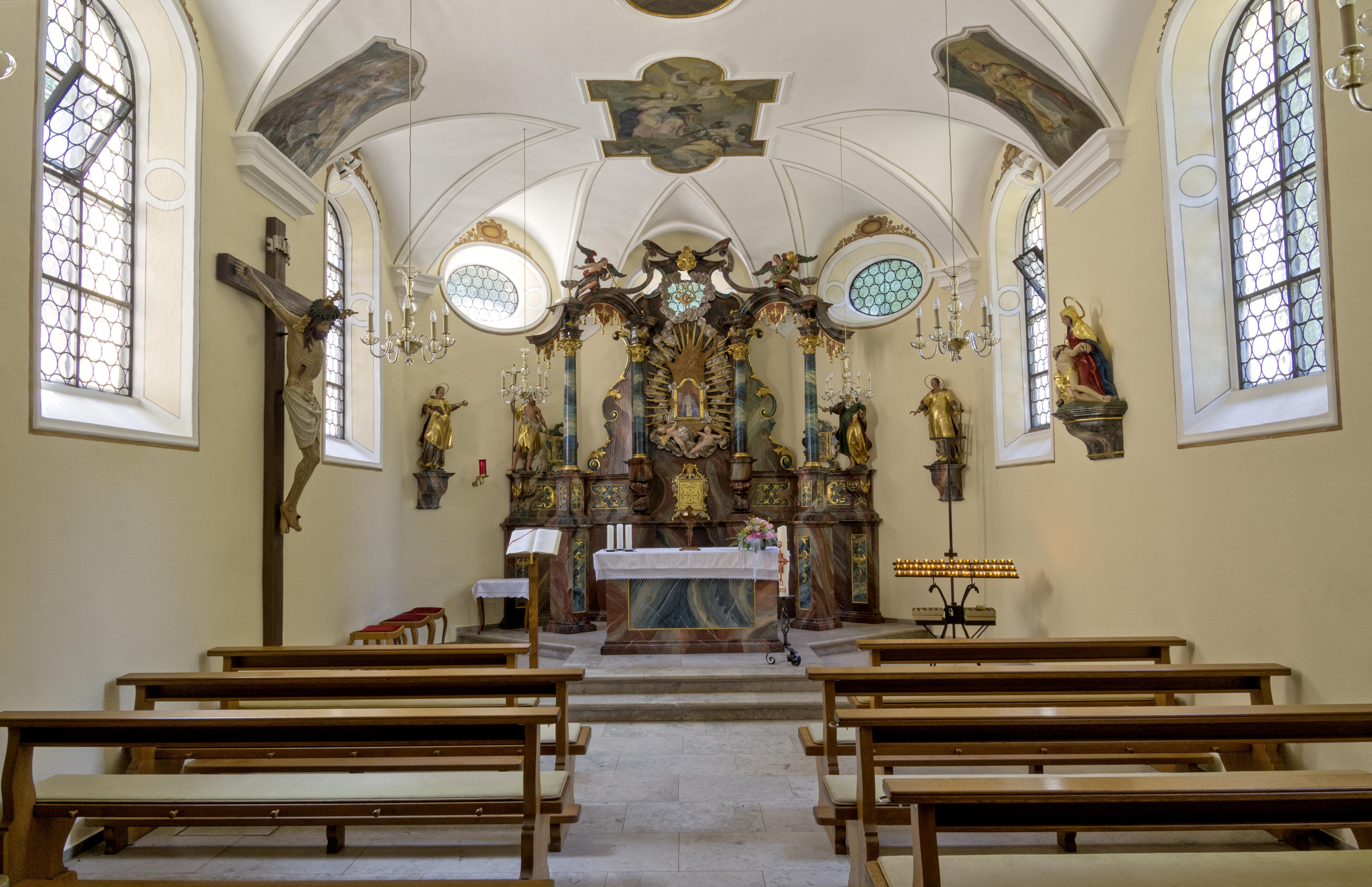
Innenraum der Giersbergkapelle

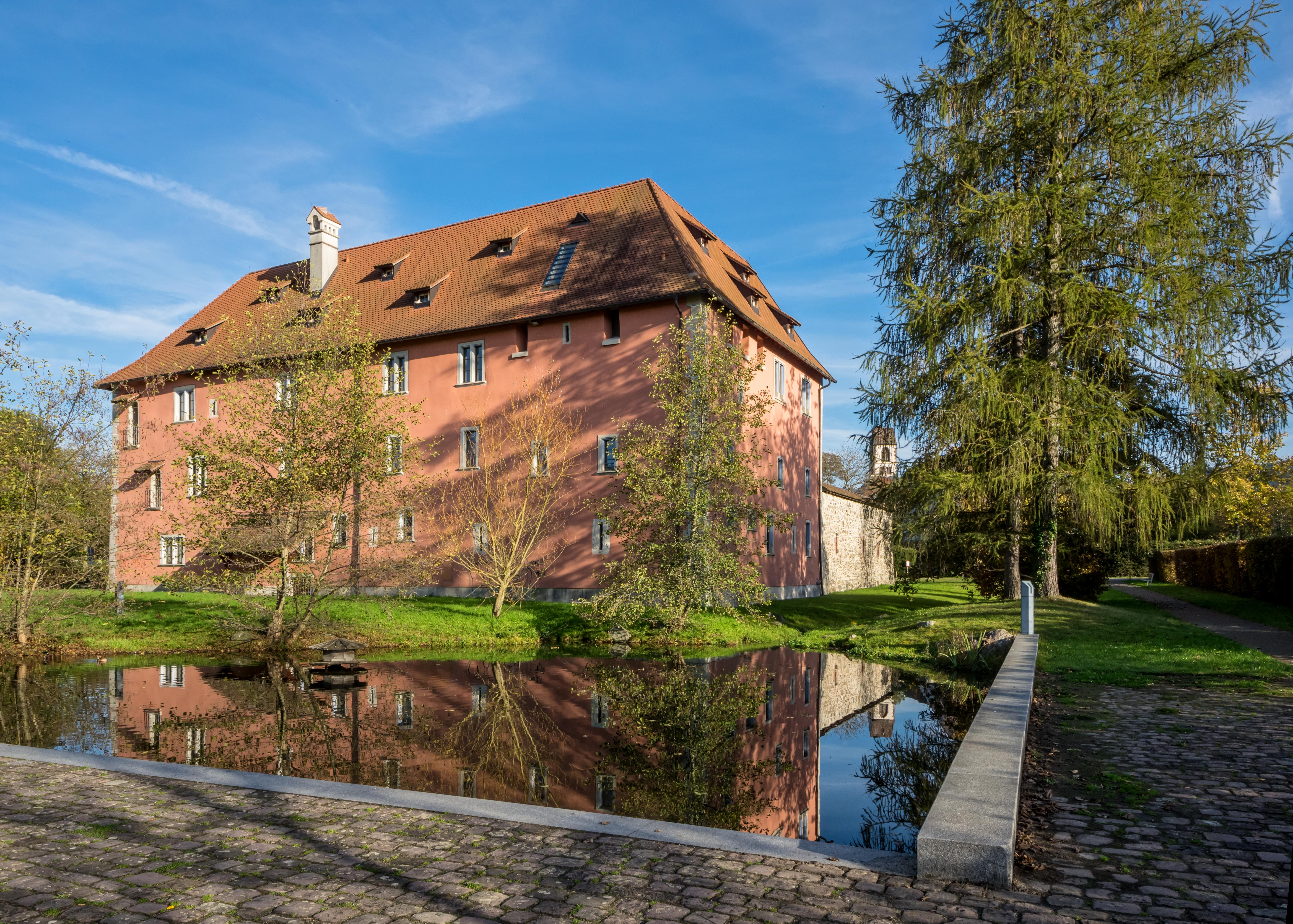
Westseite der Talvogtei

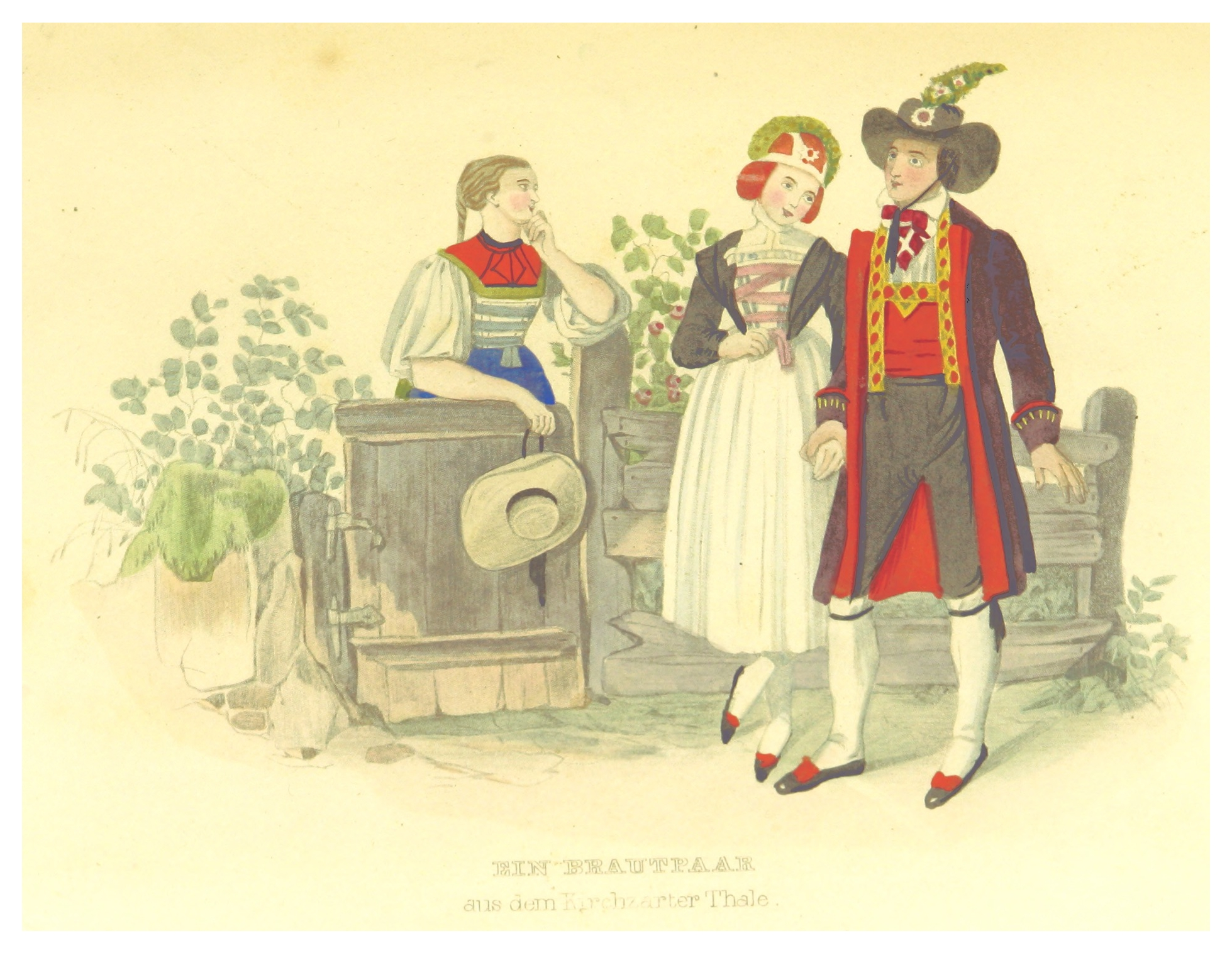
Kirchzarter Brautpaar in Tracht (um 1840)

#### Talvogtei
In der Talvogtei, einem ehemaligen Wasserschloss der Freiburger Vögte aus dem 17. Jahrhundert, ist nach gründlicher Restaurierung das neue Rathaus untergebracht. In den benachbarten ebenfalls restaurierten historischen Scheunen befinden sich weitere Teile der Verwaltung, ein Bürgersaal und eine moderne Mediathek. Für das alte Rathaus in der Fußgängerzone wird derzeit eine neue Nutzung gesucht.

#### Weiteres
Der Zartener Hof ist eine der sieben klassischen Formen des Schwarzwaldhauses.
In Zarten befindet sich auch eine historische Hochgangsäge.
Der Markenhof wurde im Jahr 1397 erstmals urkundlich erwähnt. Anfang der 1920er Jahre wurde er als Lehrgut für junge Einwanderer nach Palästina genutzt.

### Ausstellung
Die frühere Ausstellung im Kirchzartener Kurhaus, die das Leben und Wirken des deutsch-jüdischen Bildhauers Richard Engelmann beleuchtet hatte, wird mit seinem Nachlass seit 1997 von der Bauhaus-Universität Weimar verwaltet. Engelmann, der von den Nationalsozialisten aus der Weimarer Kunsthochschule vertrieben wurde und nur aufgrund seines Status „in privilegierter Mischehe lebend“ 1940 der Deportation nach dem Lager Gurs im Rahmen der Wagner-Bürckel-Aktion entgangen war, lebte von 1936 bis zu seinem Tod 1966 in Kirchzarten.

### Sport
- Der SV Kirchzarten ist der größte Sportverein im Dreisamtal.
- Die Sportanlage des SV Kirchzarten umfasst zwei Fußball-Rasenplätze, ein Kunstrasenspielfeld mit Flutlicht, einen Tennenplatz mit Flutlicht, ein Leichtathletikstadion Typ C und ein Multifunktions-Hartgummifeld mit Basketballkörbern und Handballtoren, sowie eine Beachvolleyball-Anlage mit drei Feldern.
- Der TC Grün-Weiß Kirchzarten e. V. hat eine Tennisanlage mit sieben Sandplätzen und einem Kindertennisplatz.
- Die Tauziehfreunde Bleifuss Dietenbach e. V. sind ein Sportverein aus Kirchzarten, der zurzeit in der Landesliga Südbaden zieht.
- Seit 1997 findet jährlich der Black Forest Ultra Bike Marathon statt. Zum zehnjährigen Jubiläum wurde im Jahr 2007 im Ort ein Steinmonument errichtet, auf dem die bisherigen Sieger des Wettbewerbs vermerkt sind.[22]
- Im Süden der Gemeinde an der Grenze zum benachbarten Oberried liegt ein Segelflugplatz des Breisgauvereins für Segelflug e. V.
- Im Westen der Gemeinde, an der Stadtgrenze zu Freiburg befindet sich der 18-Loch-Golfplatz des Freiburger Golfclubs e. V.

### Bräuche
Es ist überliefert, dass es im 19. Jahrhundert üblich war, „an Hochzeitsfesten den Ortsarmen ein nothdürftiges Mittagessen zu bereiten“. Am 22. Februar 1835 legte eine fremde Bettlerin, die sich unartig benommen hatte und in der Folge zur Ordnung gewiesen worden war, zwei Scheunen aus Rache in Brand. Die Täterin wurde danach ins Zuchthaus geliefert.

## Persönlichkeiten

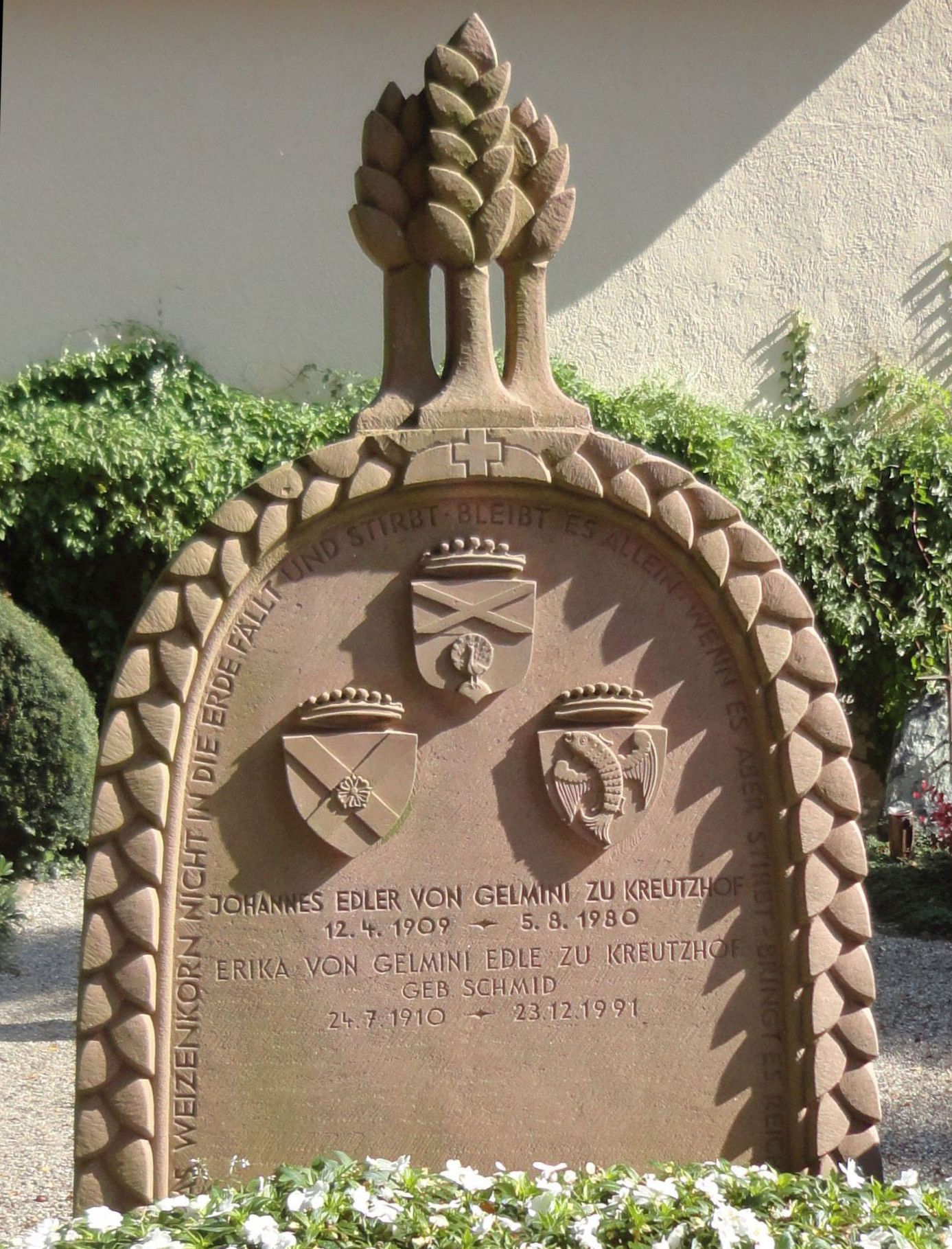
Grabmal des Johannes Edler von Gelmini zu Kreutzhof und seiner Frau Erika, Eltern der Hortense von Gelmini, mit Familienwappen Gelmini von Kreutzhof (oben), Wappen seiner Schwiegersöhne Droste zu Hülshoff (rechts) und Oppen (links) auf dem Friedhof in Kirchzarten

- Kuno von Falkenstein († 12. Mai 1343); sein Grabmal befindet sich in der Pfarrkirche von Kirchzarten
- Johann Conrad Winterhalder (1640–1676), Bildhauer in Kirchzarten
- Philipp Winterhalder (1667–1727), in Kirchzarten geboren, im Elsass tätiger Bildhauer
- Clemens Winterhalder (1668–1696), in Kirchzarten geboren, im Elsass tätiger Bildhauer
- Mehrere Künstler der Bildhauersippe Hauser, 17. bis 19. Jahrhundert, stammen aus Kirchzarten, lebten dort und schufen Skulpturen für die Pfarrkirche.
- Fritz Reiss (1857–1915),  Lithograf, Illustrator, Grafiker und Maler, lebte von 1908 bis zu seinem Tod 1915 in Kirchzarten.
- Richard Engelmann (1868–1966), deutsch-jüdischer Bildhauer, verbrachte seinen Lebensabend in Kirchzarten.
- Josef Saier (1874–1955), wurde in Kirchzarten geboren und begründete die Volksschauspiele Ötigheim.
- Johannes Thiel (1889–1962), Grafiker und Maler, lebte mehrere Jahre in Kirchzarten.
- Hans Rosenberg (1904–1988), Historiker, verbrachte seine letzten Lebensjahre in Kirchzarten.
- Remigius Bäumer (1918–1998), katholischer Theologe, lebte und starb in Kirchzarten.
- Fritz Kläger (1914–2007) war ein deutscher Motorradrennfahrer und -konstrukteur, starb in Kirchzarten.
- Franz Kern (1925–2012), katholischer Priester und Heimatschriftsteller, war 1983–2000 Pfarrer von St. Gallus in Kirchzarten.
- Dietrich von Bausznern (1928–1980), Komponist, Dirigent, Organist und Leiter der „Kirchzartener Konzerte“ lebte von 1952 bis 1980 in Kirchzarten.
- Karl-Heinz Knauber (* 1934), Richter, lebt in Kirchzarten.
- Hortense von Gelmini (* 1947), Orchesterdirigentin[24], Malerin und Schriftstellerin, lebte von 1951 bis 2005 in Kirchzarten.
- Wilderich von Droste zu Hülshoff (* 1948), Jurist, Autor und Stiftungsvorstand, lebte von 1974 bis 2005 in Kirchzarten.
- Ralph Fleck (* 1951), Maler und Kunstprofessor, arbeitet in Kirchzarten.
- Georg Zipfel (* 1953), ehemaliger Skilangläufer, Olympiateilnehmer und Ex-Bundestrainer, startete für den SV Kirchzarten.
- Irene Fischer (* 1959), bekannt als Anna Ziegler in der „Lindenstraße“, seit 1999 ebenfalls als Drehbuchautorin für die Serie aktiv, lebt seit den 1980er Jahren in Kirchzarten.
- Benjamin Stauder (* 1987), der Radrennfahrer wurde in Kirchzarten geboren

Aus Kirchzarten stammt der in den USA nahe San Francisco lebende Trompeter Steffen Kühn, der 2014 einen Grammy in der Kategorie Bestes Tropical Latin Album gewann, mit seinem Pacific Mambo Orchestra.
Johannes Edler von Gelmini zu Kreutzhof (1909–1980), Wein- und Getränkegroßhändler, entschloss sich zur Auswanderung in die deutsche Heimat seiner Frau und erwarb das Hofgut Brandenburg in Kirchzarten.